# Run (песня Joji)
«Run» (с англ. — «Убежать») — песня певца и автора песен Joji, выпущенная 6 февраля 2020 года на лейбле 88rising. Трек был написан Joji, Даниелем Уилсоном и Джастином Паркером, а также спродюсирована Паркером. Это второй самостоятельный сингл, выпущенный Joji с момента его последнего альбома, не считая сингл «Breathe».

## Музыка
Трек был описан как атмосферная рок-баллада с использованием фальцет-вокала и гитарного соло.

## Отзывы
Джошуа Эспиноза из Complex похвалил творческий рост Joji на треке, подчеркнув его «мощный вокал» и «навязчивый, атмосферный» продакшн. Раиса Брунер включила песню в список 5 лучших песен недели выпуска Time.

## Чарты
| Чарт (2020)                           | Высшая позиция |
| ------------------------------------- | -------------- |
| Австралия (ARIA)                      | 39             |
| Канада (Canadian Hot 100)             | 57             |
| Чехия (Singles Digitál Top 100)       | 60             |
| Венгрия (Single Top 40)               | 37             |
| Ирландия (IRMA)                       | 47             |
| Малайзия (RIM)                        | 16             |
| Новая Зеландия Hot Singles (RMNZ)     | 4              |
| Португалия (AFP)                      | 76             |
| Сингапур (RIAS)                       | 25             |
| Словакия (Singles Digitál Top 100)    | 45             |
| Швеция Heatseeker (Sverigetopplistan) | 4              |
| Великобритания (OCC UK Singles)       | 46             |
| США Billboard Hot 100                 | 68             |
| США Rolling Stone Top 100             | 39             |